# Wertpapierfirma
Die Wertpapierfirma (englisch investment firm) ist im Finanzwesen eine juristische Person, die gewerbsmäßig Wertpapierdienstleistungen allein oder zusammen mit Wertpapiernebendienstleistungen für Dritte erbringt und/oder Anlagetätigkeiten ausübt.

## Allgemeines
Diese Legaldefinition der Wertpapierfirma stammt aus Art. 4 Abs. 1 Richtlinie 2014/65/EU über Märkte für Finanzinstrumente vom Mai 2014 (MiFID II). Während in Deutschland nach § 2 Abs. 10 WpHG Kreditinstitute, Finanzdienstleistungsinstitute und nach § 53 Abs. 1 Satz 1 KWG tätige Unternehmen ausschließlich als Wertpapierdienstleistungsunternehmen bezeichnet werden, wird in Österreich die Wertpapierfirma ausführlicher geregelt. Das Wertpapierdienstleistungsunternehmen ist dort in § 4 WAG normiert.
Wertpapierfirmen tragen wesentlich zur Erleichterung der Ersparnis- und Investitionsflüsse in den EU-Mitgliedstaaten bei und sind für eine gut funktionierende Kapitalmarktunion von zentraler Bedeutung. Ebenso wie Kreditinstitute erbringen sie der EU-Kommission zufolge eine Reihe von Dienstleistungen, die Anlegern Zugang zu Wertpapier- und Derivatemärkten verschaffen. Zu diesen Dienstleistungen zählen die Anlageberatung, das Portfoliomanagement, die Ausführung von Aufträgen für Kunden, der Handel mit Finanzinstrumenten und die Unterstützung von Unternehmen bei der Aufnahme von Mitteln an den Kapitalmärkten. Anders als Kreditinstitute nehmen Wertpapierfirmen jedoch keine Einlagen entgegen und gewähren auch keine Kredite in großem Umfang.

## Rechtsfragen
Die Bezeichnung Wertpapierfirma geht zurück auf die nicht mehr geltende Richtlinie 2004/39/EG über Märkte für Finanzinstrumente. Danach ist gemäß Art. 4 Abs. 1 Nr. 1 eine Wertpapierfirma „jede juristische Person, die im Rahmen ihrer üblichen beruflichen oder gewerblichen Tätigkeit gewerbsmäßig eine oder mehrere Wertpapierdienstleistungen für Dritte erbringt und/oder eine oder mehrere Anlagetätigkeiten ausübt.“ Die Legaldefinition für Wertpapierdienstleistungsunternehmen findet sich in § 2 Abs. 10 WpHG.
In Österreich wurde die Wertpapierfirma in § 3 WAG übernommen und wie folgt definiert: „Eine Wertpapierfirma ist eine juristische Person, die ihren Sitz und ihre Hauptverwaltung in Österreich hat und … berechtigt ist, Wertpapierdienstleistungen und Anlagetätigkeiten zu erbringen“. Der Tätigkeitsumfang von Wertpapierdienstleistungsunternehmen ist im Gegensatz zu Wertpapierfirmen auf die Anlageberatung (§ 3 Abs. 2 Ziff. 1 WAG) und die Annahme und Übermittlung von Kundenaufträgen (§ 3 Abs. 2 Ziff. 3 WAG) in Bezug auf bestimmte Finanzinstrumente beschränkt. Eine Banklizenz ist nach § 3 Abs. 2 WAG erst erforderlich, wenn Wertpapierfirmen Anlageberatung, Portfolioverwaltung, Annahme von Aufträgen über Finanzinstrumente, ein multilaterales Handelssystem oder ein organisiertes Handelssystem betreiben. Österreichische Kreditinstitute und Wertpapierfirmen sind auch zur Wertpapier- und Finanzanalyse und sonstigen allgemeinen Empfehlungen zu Geschäften mit Finanzinstrumenten berechtigt (§ 3 Abs. 3 WAG).
Deutsche Wertpapierdienstleistungsunternehmen, Zentrale Gegenparteien und Zweigniederlassungen gemäß § 53 KWG sind dazu verpflichtet, dem BaFin die Jahresabschlüsse zu übergeben. Dazu sind auch Wertpapierfirmen verpflichtet.

## CRR-Wertpapierfirma
Die CRR-Wertpapierfirma beruht auf Art. 4 Abs. 1 Nr. 2 Verordnung (EU) Nr. 575/2013, in Deutschland umgesetzt durch § 1 Abs. 3d KWG, der auf diese EU-Verordnung 2013/575 verweist. CRR-Institute im Sinne des KWG sind CRR-Kreditinstitute und CRR-Wertpapierfirmen. In Österreich wird für CRR-Kreditinstitute und CRR-Wertpapierfirmen in § 1a Abs. 1 BWG ebenfalls auf diese EU-Verordnung verwiesen.